# Oude Kerk (Amsterdam)
Oude Kerk („Stara crkva”) najstarija je zgrada u Amsterdamu i najnoviji umjetnički institut (od 2012. godine). Zgrada je osnovana oko 1213. godine, a posvetio ju je 1306. godine biskup Utrechta sa svetim Nikolom kao svecem zaštitnikom. Nakon reformacije 1578. postaje kalvinistička crkva, što je i danas. Nalazi se u De Wallenu, sada glavnoj četvrti crvenih svjetiljki u Amsterdamu. Trg koji okružuje crkvu naziva se Oudekerksplein („Trg stare Crkve”).

## Povijest
Oko 1213. godine na mjestu današnje Oude Kerk podignuta je drvena kapela. S vremenom je ovu građevinu zamijenila kamena crkva koja je posvećena 1306. godine.
Crkva je doživjela niz obnova koje je izvelo 15 generacija građana Amsterdama. Crkva je stajala samo pola stoljeća prije nego što su izvršene prve preinake; prolazi su produljeni i omotani oko kora u polukrugu kako bi poduprli strukturu. Nedugo nakon prijelaza u 15. stoljeće, crkvi su dodani sjeverni i južni transepti stvarajući formaciju križa. Radovi na ovim obnovama dovršeni su 1460. godine, iako je vjerojatno da je napredak bio uvelike prekinut velikim požarima koji su opsjedali grad 1421. i 1452. godine. To je odgodilo izgradnju gotovo 1 godinu.
Prije Alteratie, ili reformacije u Amsterdamu 1578., Oude Kerk je bila rimokatolička crkva. Nakon što je Vilim I. Oranski porazio Španjolce u nizozemskom ustanku, crkvu je preuzela kalvinistička Nizozemska Reformirana Crkva. Tijekom bitaka u 16. stoljeću, crkva je u brojnim prilikama opljačkana i oštećena, prvo u Beeldenstormu 1566., kada je rulja uništila većinu crkvenih umjetnina i opreme, uključujući oltarnu palu sa središnjom pločom koju je izradio Jan van Scorel i bočne ploče naslikao s obje strane Maarten van Heemskerck.  Pošteđene su samo slike na stropu do kojih se nije moglo doći.
Mještani su se okupljali u crkvi na tračanju, trgovci su prodavali svoju robu, a prosjaci su tražili utočište. Kalvinisti to ipak nisu tolerirali i beskućnici su protjerani. Godine 1681. pjevalište je zatvoreno hrastovim paravanom. Iznad ekrana nalazi se tekst Dugotrajna zlouporaba Božje crkve, ponovno je poništena u godini sedamdeset i osmoj, pozivajući se na reformaciju iz 1578.
Iste godine Oude Kerk je postao dom matične knjige vjenčanih. Također je korištena kao gradski arhiv; najvažniji dokumenti bili su zaključani u škrinji prekrivenoj željeznim pločama i oslikanoj gradskim grbom. Škrinja je bila na sigurnom u željeznoj kapeli.
Bista poznatog orguljaša i skladatelja Jana Pieterszoona Sweelincka (1562. – 1621.) slavi životni vijek koji je proveo svirajući u crkvi. Njegova rana karijera započela je u dobi od petnaest godina kada je naslijedio svog preminulog oca Pietera Swybertszoona kao orguljaš Oude Kerk. Nastavio je skladati glazbu za svih 150 psalama i stekao međunarodni ugled vodećeg nizozemskog skladatelja. Njegova bi se glazba nad gradom orila i sa zvonika crkve. Pokopan je u crkvi.
Rembrandt je bio čest posjetitelj Oude Kerk i sva su njegova djeca ovdje krštena. To je jedina zgrada u Amsterdamu koja je ostala u svom izvornom stanju otkako je Rembrandt hodao njenim dvoranama. U Svetom grobu nalazi se mala Rembrandtova izložba, svetište njegovoj ženi Saskiji van Uylenburgh koja je ovdje pokopana 1642. Svake godine 9. ožujka (8. ožujka u prijestupnoj godini), u 8:39 ujutro, ranojutarnje sunce nakratko obasja njezinu grobnicu. Doručak u rano proljeće održava se svake godine.

## Danas
Oude Kerk je sada centar suvremene umjetnosti i baštine. Oude Kerk je naručio umjetnike, uključujući Nicolasa Jaara, Marinusa Boezema, Christiana Boltanskog, Janet Cardiff i Georgea Buresa Millera, za izradu instalacija za pojedina mjesta. Crkva također ima stalni postav o svojoj povijesti i povijesti grada Amsterdama.
Sredinom ožujka svake godine, katolici stižu u Oude Kerk kako bi proslavili "Čudo u Amsterdamu" koje se dogodilo 1345. Nakon što se pričestio, čovjek na samrti povratio je hostiju. Kad je njegova bljuvotina bačena u vatru, Hostija nije izgorjela i proglašena je čudom. Hostija je stavljena u škrinju i postavljena u Oude Kerk; međutim, nestala je tijekom reformacije.

## Vanjske poveznice
- https://oudekerk.nl/en